# Chris Wylde

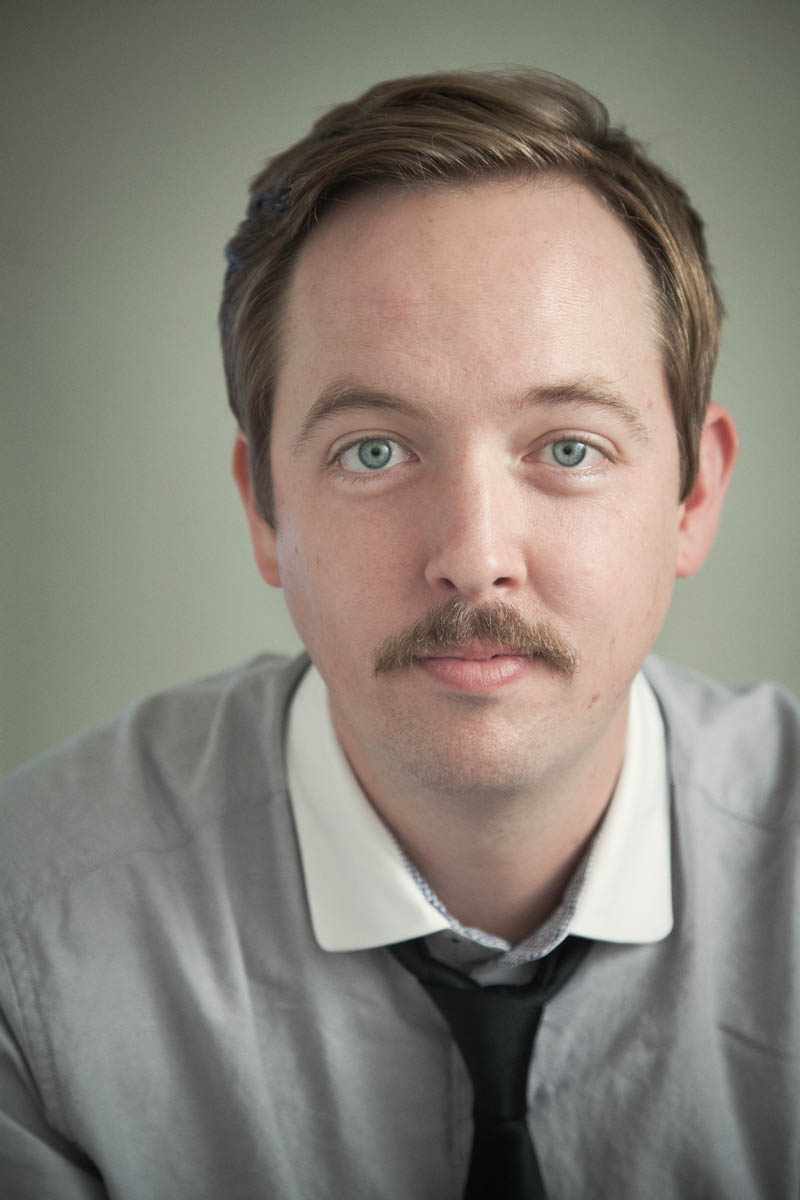

Christopher Scott Wylde (* 22. August 1976 in Hackettstown, New Jersey als Christopher Scott Noll) ist ein US-amerikanischer Filmschauspieler, Autor und Filmproduzent.

## Leben
Wylde wurde 1976 als Sohn zweier Prediger in Hackettstown geboren. Die Familie zog bereits während seiner Kindheit zweimal um, sodass er in Belvidere und Allendale aufwuchs. Chris besuchte die Northern Highlands Regional High School und wurde für die Schauspielschule der NJ Governor's School of the Arts ausgewählt.
Nach dem College-Abschluss zog Chris nach Hollywood. Er begann seine Fernsehkarriere in der Comedy Central Show Strip Mall mit den Schauspielern Julie Brown und Victoria Jackson, gefolgt von der ersten Late-Night-Talkshow des Netzwerks, The Chris Wylde Show. Beim Übergang zum Film spielte Wylde eine untergeordnete Rolle in Filmen wie Space Cowboys und Coyote Ugly. 
Seit 2009 ist er mit Shilpa Shah verheiratet und hat mit ihr eine Tochter.

## Filmografie (Auszug)
- 2000: Coyote Ugly
- 2000: Space Cowboys
- 2000–2001: Strip Mall (Fernsehserie, 21 Folgen)
- 2001: My First Mister
- 2001: Spring Break Lawyer
- 2001: Joe Dreck (Joe Dirt)
- 2003: General Hospital (Fernsehserie)
- 2009: Untote wie wir – Man ist so tot, wie man sich fühlt (The Revenant)
- 2009: All's Faire in Love
- 2010: Pair of Kings – Die Königsbrüder (Pair of Kings)
- 2017: The Babysitter
- 2018–2019: Young Sheldon (Fernsehserie)
- 2019: The Babysitter: Killer Queen